# Thomas Sankara
Thomas Isidore Noël Sankara, född 21 december 1949 i Yako, död 15 oktober 1987 i Ouagadougou, var en burkinsk militär, revolutionär politiker och panafrikanist som var Burkina Fasos president 1983–1987. 
Sankara refereras ofta till som Afrikas Ché Guevara.

## Uppväxt
Thomas Sankara föddes som Thomas Isidore Noël Sankara, det tredje av tio barn till Marguerite och Joseph Sankara. Sankaras far Joseph Sankara var gendarm, som hade stridit med den franska armén under andra världskriget och blivit tillfångatagen av nazisterna. Som son till en av de få afrikanska funktionärer som då anställdes av kolonialstaten, åtnjöt Thomas Sankara en relativt privilegierad position. Familjen bodde i ett tegelhus med familjer till andra gendarmer på toppen av en kulle med utsikt över resten av Gaoua.
Sankara föddes i en romersk-katolsk familj, han gick i grundskolan i Gaoua och gymnasiet i Bobo-Dioulasso, landets näst största stad. Sankaras familj ville att han skulle bli en katolsk präst. Eftersom han växte upp i ett land där majoriteten var muslimer hade han också god kunskap om Koranen.
Han började studera på militärakademin i Kadiogo i Ouagadougou 1966, vid 17 års ålder. År 1970 fortsatte han sina studier vid den militära akademin i Antsirabe på Madagaskar, där han examinerades 1973.

## Tiden som president
Efter att ha kommit till makten genom en revolution påbörjade han en omvandling i socialistisk riktning. Hans syfte var att förbättra folkmajoritetens livsvillkor, bland annat kvinnornas ställning, samt utbildning och sjukvård. Han förde också en aggressiv antiimperlialistisk linje mot västvärlden. I synnerhet den forna kolonialmakten Frankrike men även mot andra afrikanska ledare som bedrev en väst- och europavänlig politik. 
Under Sankaras styre bytte landet namn från Övre Volta till Burkina Faso.

## Mord och rättegång
Sankara mördades den femtonde oktober 1987 under en statskupp ledd av Sankaras vän och ställföreträdare Blaise Compaoré. Perioden som följde var blodig, där Sakaras lojalister eller misstänkta sympatisörer förtrycktes, och Sankaras policies både utrikes och inrikes upphävdes, med privatiseringar av tidigare statliga bolag och IMF lån till följe. Frankrikes inblandning i statskuppen är än idag misstänkt, där den Franska presidenten Emmanuel Macron uttryckte 2017 sin avsikt att offentliggöra den hemligstämplade information som hålls i Frankrike om statskuppen, något som ännu inte är fallet.
Relationerna i utrikespolitiken uppgavs som skäl till mordet, där Compaoré hävdade att Sankara försämrade relationerna med Frankrike och grannlandet Elfenbenskusten.
Compaoré störtades 2014 i ett folkligt uppror  där Frankrike möjliggjorde hans evakuering ut ur landet. Efter det inleddes en förundersökning om mordet på Sankara. Den 11 oktober 2021 började en mordrättegång mot Compaoré och 13 andra i Ouagadougou. Compaoré och dennes säkerhetschef Hyacinthe Kafondo ställdes inför rätta i sin frånvaro. Efter begäranden från försvarsadvokaterna om mer tid för att förbereda sig, sköts förhandlingen fram till den 25 oktober. Den 6 april 2022 dömdes Compaoré i sin frånvaro till livstids fängelse för mordet på Sankara.

## Eftermäle
En staty av Sankara avtäcktes 2019, men på grund av klagomål om att den inte matchade hans ansiktsdrag avtäcktes en ny staty ett år senare.
Dokumentärfilmen Thomas Sankara: the Upright Man (2006) handlar om Sankara.